# 何红梅
何红梅（1983年6月12日—），湖南人，中国女子柔道運動員。

## 簡介
2012年，何红梅代表中国出戰英國倫敦舉行的奥林匹克运动会柔道比賽女子52公斤級賽事。